# 뚜껑

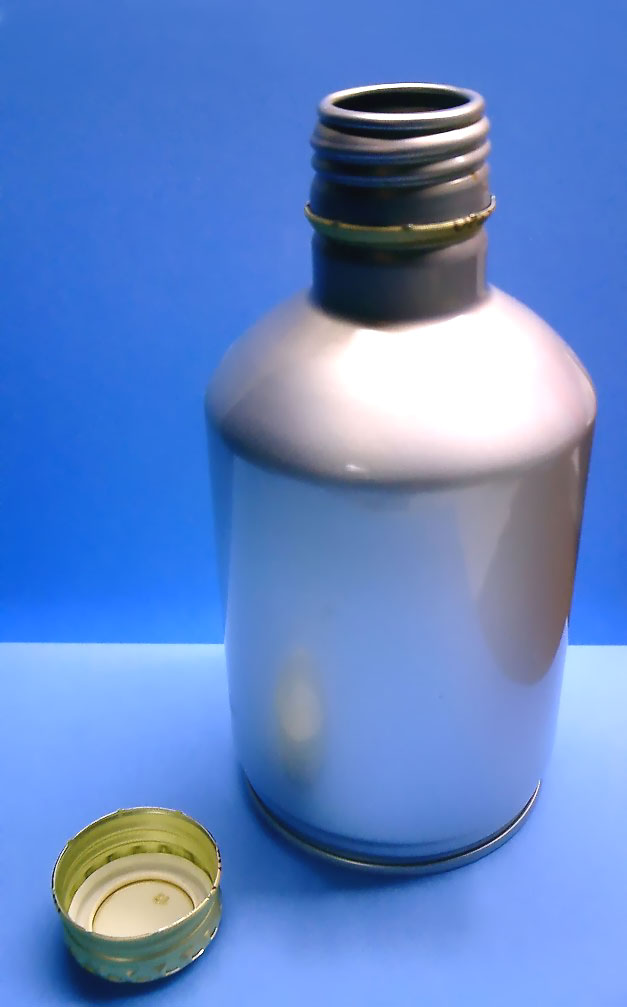
알루미늄병과 뚜껑

뚜껑은 그릇, 상자나 병 따위의 아가리를 덮는 물건으로 덮개와 비슷한 말이다. 구멍 안으로 끼워서 입구를 막는 마개와 달리, 뚜껑은 겉에서 덮어서 막는다.
- 병뚜껑
- 맨홀, 하수도를 덮는 뚜껑
- 가마솥, 밥솥, 압력솥 따위의 솥에서 솥뚜껑

상자나 드럼통과 같은 다른 유형의 용기에도 뚜껑이 있을 수 있지만 이 문서에서는 다루지 않는다. 많은 용기와 포장에는 별도의 장치나 봉인 또는 때로는 일체형 래치나 잠금 장치가 될 수 있는 막음 수단이 필요하다.

## 막음의 목적
뚜껑은 포장에서 가장 중요한 부분인 경우가 많으며 쉽게 열고(해당하는 경우) 다시 닫을 수 있을 뿐만 아니라 포장의 모든 기본 기능을 충족해야 한다.
내용물과 용기에 따라 뚜껑에는 여러 기능이 있다.
- 개봉 시까지 지정된 유효기간 동안 용기를 닫고 내용물을 담아 둔다.
- 먼지, 산소, 습기 등에 대한 장벽을 제공한다. 침투 제어는 식품, 화학 물질 등 다양한 유형의 제품에 중요하다.
- 원치 않는 조기 개봉으로부터 제품을 안전하게 유지한다.
- 용기를 다시 닫거나 재사용할 수 있는 수단을 제공한다.
- 제품의 조제 및 사용을 도와준다.
- 의도된 사용자가 용기를 합리적으로 쉽게 열 수 있도록 한다. 용기를 열기 어려운 경우 포장 분노가 발생할 수 있다. 뚜껑을 여는 데 필요한 힘이나 토크는 포장 엔지니어에게 중요한 고려 사항이다.
- 뚜껑이 포함된 다양한 유형의 포장은 강도, 안전, 보안, 통신, 재활용, 환경 요구 사항 및 기타 여러 사항에 대해 규제된다.

## 같이 보기
- 병뚜껑
- 덮개
- 마개
- 원터치 캔